# Humes tapuit
Humes tapuit (Oenanthe albonigra) is een zangvogel uit de familie Muscicapidae (Vliegenvangers). De vogel wordt in het Nederlands vernoemd naar de soortauteur Hume.

## Kenmerken
De vogel is 17 cm lang en weegt 22 tot 28 gram. Het mannetje is glanzend zwart van boven, op de kop en borst. De stuit is wit evenals de zijkanten van de staartveren. De middelste staartveren zijn zwart en verder heeft de staart een zwarte eindrand. Deze tapuit lijkt sterk op de picatatapuit, maar is iets groter.

## Verspreiding en leefgebied
Deze soort komt voor in zuidelijk centraal Azië van oostelijk Arabië tot zuidelijk Iran, Afghanistan,  Pakistan en Noordwest-India.
Het leefgebied ligt in droge stenige halfwoestijnen en rotsige heuvels met spaarzame begroeiing, maar soms ook in half open eikenbosgebied. In Zuid-Iran komt de vogel voor tot 2300 m boven zeeniveau en in Ladakh tot op 3000 m.

## Status
De grootte van de populatie in de Verenigde Arabische Emiraten werd in 2005 geschat op 1000 tot 10.000 individuen. De vogel is plaatselijk algemeen (hoewel in Pakistan schaars) en daarom staat Humes tapuit als niet bedreigd op de Rode Lijst van de IUCN.